# Liste der Monuments historiques in Bezins-Garraux
Die Liste der Monuments historiques in Bezins-Garraux führt die Monuments historiques in der französischen Gemeinde Bezins-Garraux auf.

## Liste der Bauwerke
| Bezeichnung             | Beschreibung                  | Standort | Kennzeichnung | Schutzstatus | Datum | Bild |
| ----------------------- | ----------------------------- | -------- | ------------- | ------------ | ----- | ---- |
| Kirche St-Jean-Baptiste | Erbaut ab dem 12. Jahrhundert | (Lage)   | PA00094290    | Classé       | 1955  |      |

## Liste der Objekte
- Monuments historiques (Objekte) in Bezins-Garraux in der Base Palissy des französischen Kultusministeriums}